# Saurenchelys finitimus
Saurenchelys finitimus är en fiskart som först beskrevs av Whitley, 1935.  Saurenchelys finitimus ingår i släktet Saurenchelys och familjen Nettastomatidae. Inga underarter finns listade i Catalogue of Life.